# Mars 1M No.1
Mars 1M No.1, được các nhà phân tích của NASA đặt tên là Mars 1960A và được phương tiện truyền thông phương Tây gọi là Marsnik 1, là tàu vũ trụ đầu tiên được phóng như một phần của chương trình Mars của Liên Xô. Là một tàu vũ trụ Mars 1M, Mars 1M No.1 được thiết kế để thực hiện hệ thống thử nghiệm chuyến bay và nghiên cứu môi trường liên hành tinh giữa Trái Đất và Sao Hỏa, tuy nhiên, Mars 1M No.1 đã bị thất lạc trong một lần phóng trước khi có thể bắt đầu sứ mệnh.

## Phóng lên
Mars 1M No.1 là trọng tải của chuyến bay đầu tiên của tên lửa Molniya 8K78. Tên lửa này có số sêri L1-4M, là phiên bản mới của dòng R-7, với tầng thứ ba Blok-I thay thế cho Blok-E được sử dụng trên Vostok và tầng thứ tư Blok-L mới. Tàu vũ trụ Mars 1M No.1 cất cánh từ Địa điểm 1/5 tại sân bay vũ trụ Baikonur lúc 14:27:49 UTC ngày 10 tháng 10 năm 1960.
Trong giai đoạn thứ hai của chuyến bay, các rung động cộng hưởng ở giai đoạn thứ ba đã làm hỏng hệ thống kiểm soát độ cao của tên lửa. Do thiệt hại này, tên lửa đã ngừng cháy trong giai đoạn thứ ba và các động cơ ngừng hoạt động sau 5 phút 9 giây sau khi cất cánh. Tàu vũ trụ Mars 1M No.1 không đạt được tới quỹ đạo vòng quanh Trái Đất, với các mảnh vụn rơi xuống Siberia.